# Rully (Calvados)
Rully ist eine ehemalige französische Gemeinde mit zuletzt 214 Einwohnern (Stand: 1. Januar 2013), den Rullois, im Département Calvados in der Region Normandie.
Am 1. Januar 2016 wurde Rully im Zuge einer Gebietsreform zusammen mit 13 benachbarten Gemeinden als Ortsteil in die neue Gemeinde Valdallière eingegliedert.

## Geografie
Rully liegt rund 13 Kilometer ostsüdöstlich von Vire-Normandie.

## Bevölkerungsentwicklung
| Jahr                             | 1793  | 1836 | 1876 | 1926 | 1946 | 1968 | 1990 | 2013 |
| Einwohner                        | 1.052 | 812  | 676  | 396  | 368  | 264  | 212  | 214  |
| Quelle: Cassini, EHESS und INSEE |       |      |      |      |      |      |      |      |

## Sehenswürdigkeiten
- Kirche Saint-Martin aus dem 18. Jahrhundert
- Kapelle Notre-Dame de Consolation
- Ruine eines Herrenhauses

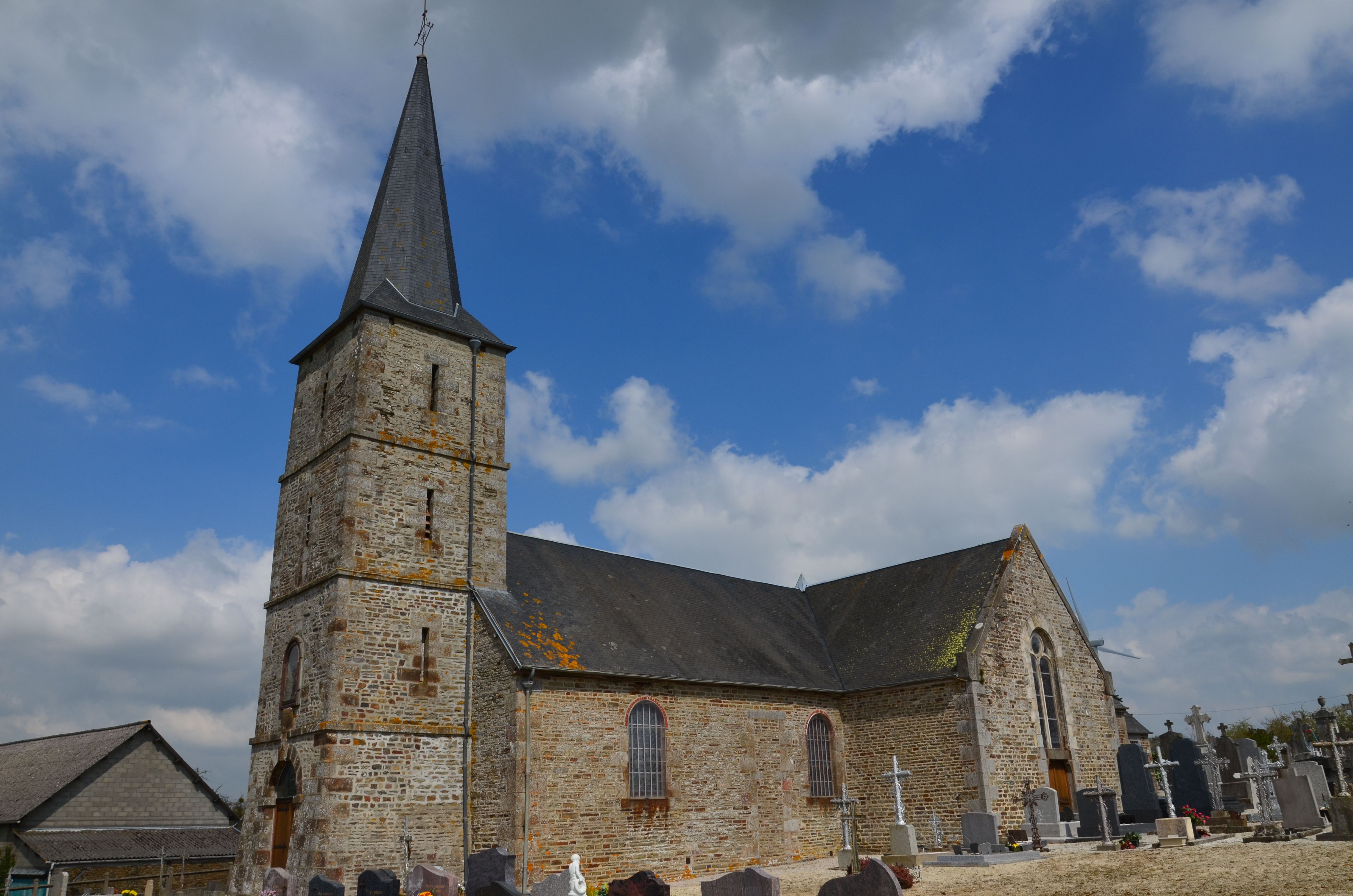
Kirche Saint-Martin
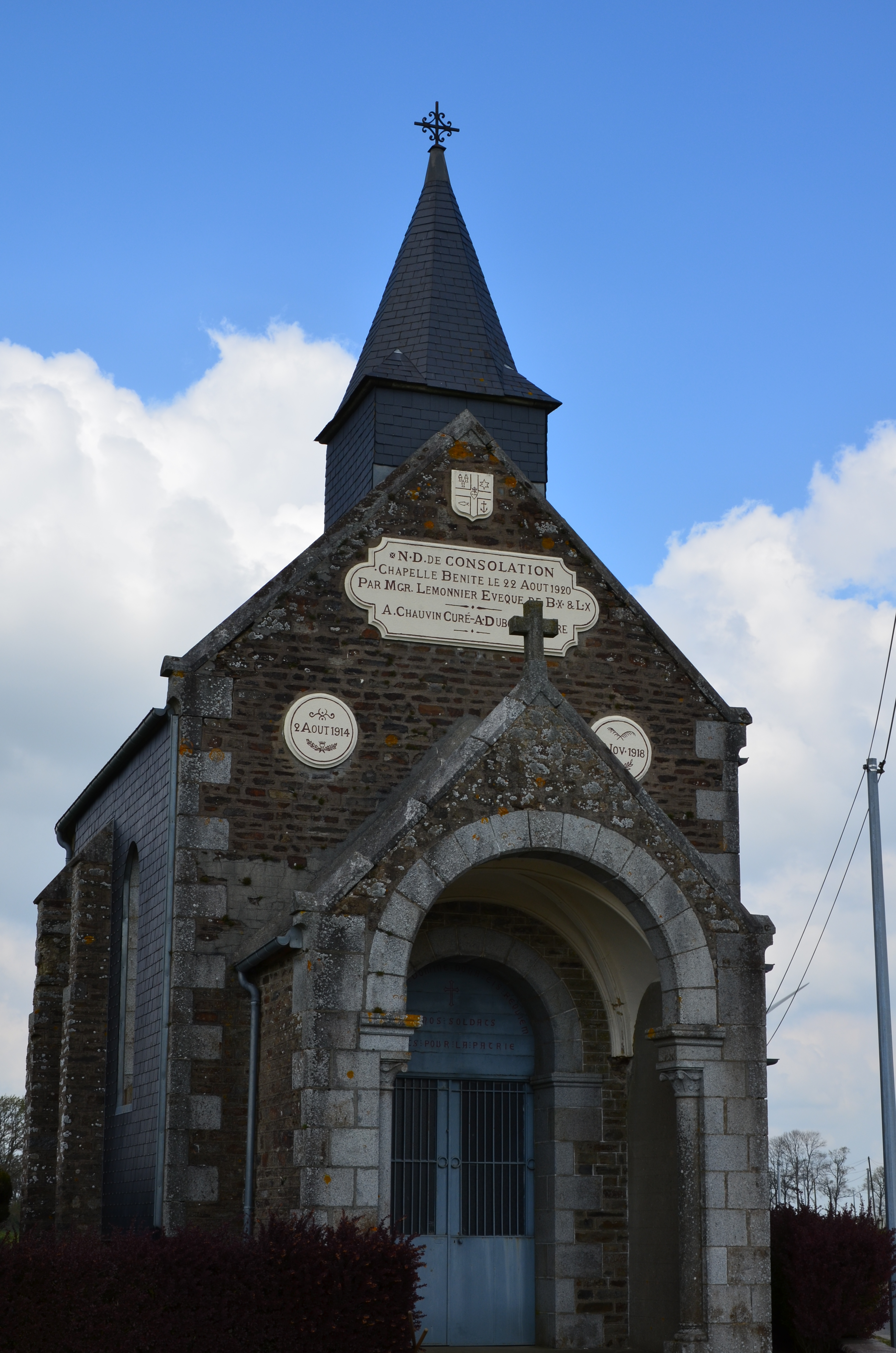
Kapelle Notre-Dame de Consolation